# Sweet Black Angel
Singles de The Rolling Stones
Wild Horses
(1971) Happy / All Down the Line
(1972)
Pistes de Exile on Main St. 
Torn and Frayed
(7) Loving Cup
(9)
Sweet Black Angel est une chanson du groupe de rock britannique The Rolling Stones, parue d'abord le 14 avril 1972 en face B du single Tumbling Dice, puis un mois plus tard le 12 mai 1972 sur l'album Exile on Main St..

## Description
Créditée à Mick Jagger et Keith Richards, Sweet Black Angel est l'une des rares chansons directement politiques écrites par les Stones. Il s'agit d'une ballade country blues, inspirée par la militante des droits civiques Angela Davis, qui faisait face à des accusations de meurtre à l'époque, explique Steve Kurutz dans sa critique : « N'ayant jamais entendu parler d'Angela Davis, un auditeur pourrait facilement rater les paroles politiques et se perdre dans le jeu de guitare acoustique ou le groove de planche à laver qui rythme si bien la chanson. Cependant, quand on apprend l'histoire de l'affaire, vous vous rendez compte à quel point l'écriture manuscrite de Mick peut être habile et intelligente, même si elle se cache derrière sa meilleure diction de backwoods... »

## Enregistrement et postérité
L'enregistrement initial a eu lieu au domicile de Mick Jagger au château de Stargroves, en Angleterre, en octobre 1970, lors des sessions de l'album Sticky Fingers. Le mixage final et les ajouts ont ensuite lieu aux studios Sunset Sound, à Los Angeles, entre décembre 1971 et mars 1972. Jagger est au chant et à l'harmonica, Richards et Mick Taylor à la guitare acoustique et aux chœurs, Bill Wyman à la basse et Charlie Watts à la batterie. Richard « Didymus » Washington joue du marimba tandis que le producteur Jimmy Miller fournit un soutien aux percussions.
Sweet Black Angel n'a été joué qu'une seule fois en concert par les Stones le 24 juin 1972 à Fort Worth.

## Personnel
Crédités :
- Mick Jagger : chant, harmonica
- Keith Richards : guitare acoustique, chœurs
- Charlie Watts : batterie
- Bill Wyman : basse
- Mick Taylor : guitare acoustique
- Jimmy Miller : percussion
- Richard « Didymus » Washington: marimbas